# Scomberomorus sinensis
Scomberomorus sinensis, även känd som kinesisk makrill, är en fiskart som först beskrevs av Lacepède, 1800.  Scomberomorus sinensis ingår i släktet Scomberomorus och familjen makrillfiskar. IUCN kategoriserar arten globalt som otillräckligt studerad. Inga underarter finns listade i Catalogue of Life.